# Guerre mondiale
« Guerre mondiale » redirige ici. Pour les autres significations, voir Première Guerre mondiale et Seconde Guerre mondiale.

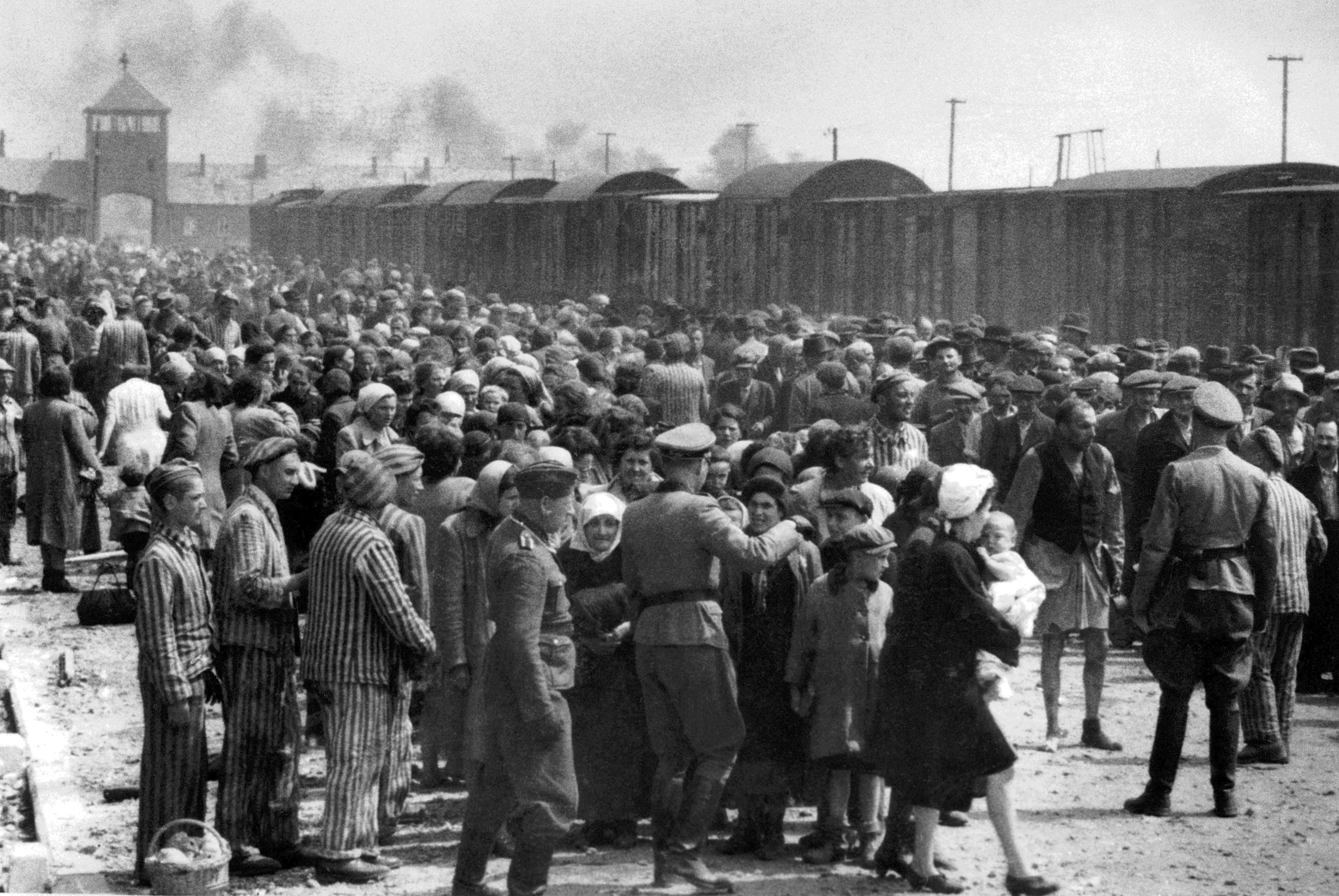
Sélection de prisonniers à Auschwitz-Birkenau en mai ou juin 1944.

Une guerre mondiale est un conflit armé impliquant un grand nombre de pays répartis sur plusieurs continents et souvent caractérisé par des mobilisations militaires, économiques et sociales globales. 
Ce type de guerre, par son échelle et ses conséquences, bouleverse les équilibres politiques, économiques et sociaux mondiaux. Le XXe siècle a été marqué par deux conflits majeurs répondant à cette définition : la Première Guerre mondiale, surnommée la « Grande Guerre », et la Seconde Guerre mondiale, qui reste le conflit le plus meurtrier de l'histoire humaine.
Ces guerres ont été déclenchées par des tensions géopolitiques, économiques et idéologiques complexes, amplifiées par des alliances militaires et des rivalités coloniales. Leur déroulement a été caractérisé par une mobilisation sans précédent des ressources humaines et industrielles, une utilisation massive de technologies innovantes, et une intensité destructrice ayant affecté aussi bien les combattants que les populations civiles. Leurs conséquences, démographiques, politiques ou économiques, ont redéfini les relations internationales ; elles ont contribué à l'émergence de nouvelles puissances, à la décolonisation, et à la création d'organisations internationales comme l'ONU, chargées de préserver la paix mondiale.
Depuis la fin de la Seconde Guerre mondiale, le concept de « guerre mondiale » reste au centre des préoccupations géopolitiques, souvent évoqué dans les débats sur les conflits régionaux ou les tensions entre grandes puissances. Il montre l’impact des rivalités humaines sur l’ordre mondial et le défi permanent pour maintenir la paix dans un monde globalisé.
Rétrospectivement, d'autres guerres sont considérées comme des guerres mondiales, comme la guerre de Sept Ans, Guerre néerlando-portugaise ou les guerres napoléoniennes, et la guerre froide. C'est  le caractère total de la guerre mondiale qui fait ce qu'elle est : mobilisation des troupes et de l'arrière par la propagande, mise à disposition des moyens de production pour la guerre, concentration des ressources pour la guerre, etc. Les guerres ci-dessus, ne mobilisant pas autant d'aspects de la nation que lors des deux guerres mondiales, ne sont pas dénommées ainsi.

## Étymologie
Le terme « guerre mondiale » est utilisé pour désigner un conflit impliquant plusieurs nations ou continents, dépassant les limites géographiques d’une région donnée. L’expression apparaît pour la première fois au XIXe siècle, bien avant les guerres mondiales du XXe siècle. Elle dérive du latin mundus (monde) et du vieux français guerre, mettant en évidence un affrontement touchant l’ensemble du globe.
La notion de guerre mondiale s’est popularisée avec la Première Guerre mondiale, souvent qualifiée de « Grande Guerre » à l’époque de son déroulement. Ce n’est qu’après la Seconde Guerre mondiale que la terminologie « Première Guerre mondiale » devient courante pour différencier les deux conflits. En anglais, le terme World War est  apparu dès la fin du XIXe siècle dans des écrits stratégiques anticipant un conflit de grande envergure.
La notion de guerre mondiale sous-entend une intensité et une échelle sans précédent, impliquant non seulement les grandes puissances militaires, mais aussi des nations moins influentes, mobilisées à travers des systèmes d’alliances. Avec l’émergence des médias modernes et des communications mondiales au XXe siècle, l’idée d’un conflit touchant simultanément tous les continents s’est imposée dans les esprits comme une menace globale.
L'Oxford English Dictionary fait référence à l'expression pour la première fois dans le journal écossais The People's Journal, en 1848 : « Une guerre entre les grandes puissances est désormais nécessairement une guerre mondiale ». En 1850, l'expression est reprise par les philosophes Karl Marx et Friedrich Engels dans une série d'articles appelée The Class Struggles in France.

## Historique des guerres mondiales
Les guerres mondiales, souvent décrites comme les conflits les plus dévastateurs de l’histoire de l’humanité, ont marqué le XXe siècle par leur ampleur, leur intensité et leurs conséquences globales. Ces conflits sont le résultat de tensions géopolitiques, de rivalités économiques et idéologiques, et d’enjeux territoriaux qui ont dégénéré en affrontements.

### Première Guerre mondiale (1914-1918)

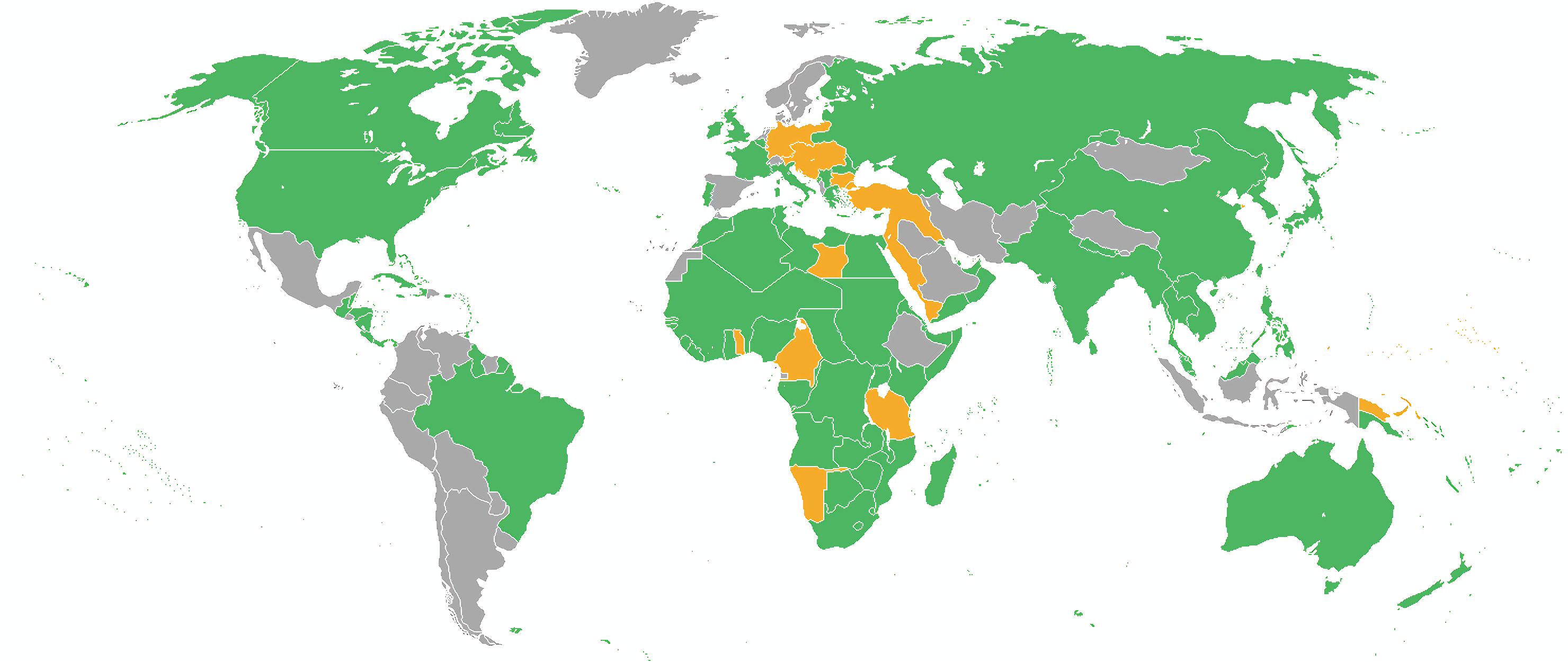
Tous les participants de la Première Guerre mondiale : les Alliés en vert, les Empires centraux en orange, et les pays neutres en gris.

La Première Guerre mondiale, parfois appelée la « Grande Guerre », est déclenchée le 28 juillet 1914, après l’assassinat de l’archiduc François-Ferdinand d’Autriche à Sarajevo. Ce conflit oppose deux grandes alliances : la Triple Entente (France, Royaume-Uni, Russie, rejoints par l’Italie en 1915 et les États-Unis en 1917) et la Triplice puis Quadruplice (Allemagne, Autriche-Hongrie, Empire ottoman et Bulgarie).
Les causes profondes de la Première Guerre mondiale incluent en premier lieu les rivalités impérialistes, notamment en Afrique et en Asie, opposant les puissances coloniales ; ensuite, le nationalisme, exacerbant les tensions dans les Balkans, surnommés la « poudrière de l’Europe » ; également, les alliances militaires, créant un système de blocs rigides ; et enfin, la course aux armements, augmentant le risque de guerre. Ainsi, l’incident de Sarajevo fut utilisé comme prétexte immédiat pour l’entrée en guerre.
Le conflit est marqué par une guerre de tranchées sur le front occidental, notamment en France et en Belgique, et par des offensives sur les fronts oriental, balkanique, et sur celui du Moyen-Orient. L’entrée des États-Unis en 1917 renforce les Alliés, l’Empire russe quitte le conflit après la révolution bolchevique.
La guerre se termine le 11 novembre 1918 par la signature de l’armistice. Elle fait environ 18 millions de morts civils et militaires, et laisse l’Europe dévastée. Le traité de Versailles impose à l’Allemagne des réparations économiques et des pertes territoriales, qui vont préparer le terrain pour des tensions futures.

### Seconde Guerre mondiale (1939-1945)

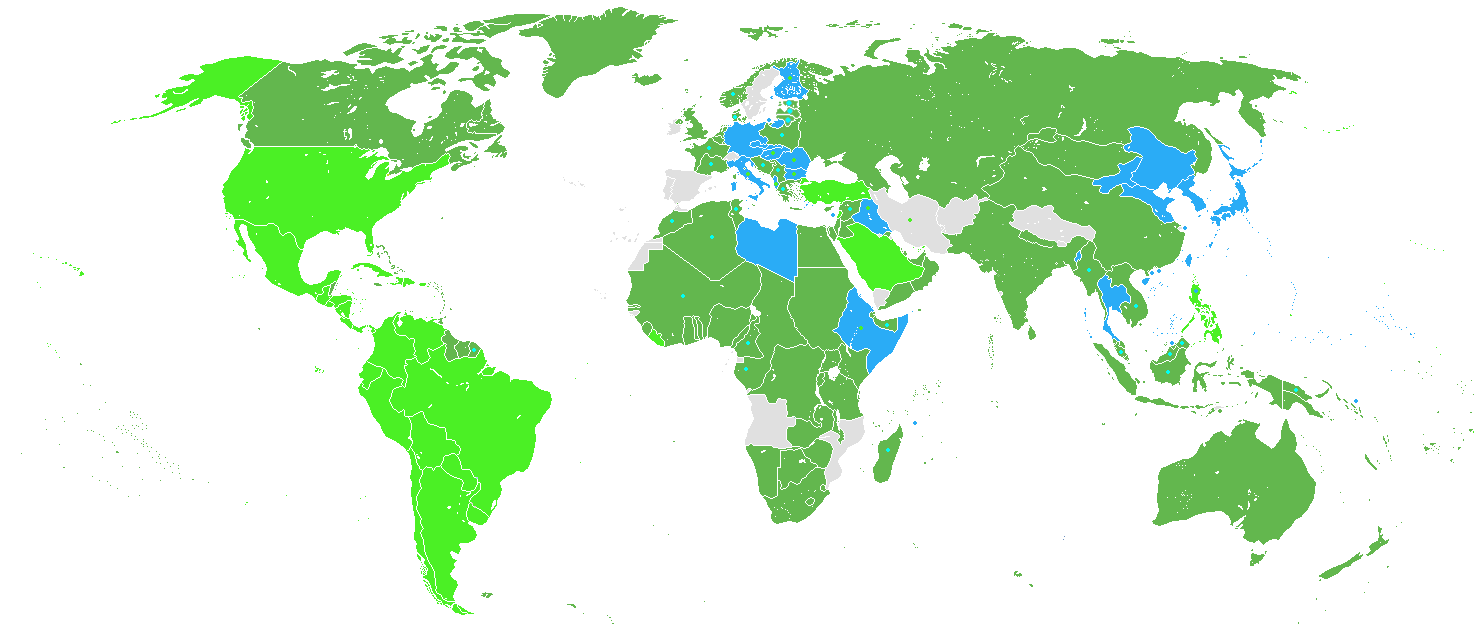
Tous les participants de la Seconde Guerre mondiale : les Alliés en vert, les puissances de l'Axe en bleu, et les pays neutres en gris.

La Seconde Guerre mondiale éclate le 1er septembre 1939, avec l’invasion de la Pologne par l’Allemagne nazie, menée par Adolf Hitler. Ce conflit oppose les Alliés (Royaume-Uni, France, URSS, États-Unis, Chine, et d’autres nations) et l'Axe (Allemagne, Italie fasciste, Japon impérial).
La Seconde Guerre mondiale résulte directement des failles du système de l’entre-deux-guerres : le traité de Versailles, perçu comme humiliant par l’Allemagne ;  la montée des totalitarismes, en Allemagne, en Italie et au Japon ;  la crise économique mondiale de 1929, favorisant les discours extrémistes ; l’expansionnisme japonais, notamment en Mandchourie et en Chine et enfin, la politique d’apaisement des démocraties occidentales qui n’ont pas su stopper les premières agressions de l’Axe.
La guerre se déroule en plusieurs phases :
- 1939-1941 : la domination de l’Axe, avec les victoires rapides en Europe et l’expansion japonaise en Asie ;
- 1941-1943 : le tournant, marqué par l’entrée en guerre de l’URSS (après l’opération Barbarossa) et des États-Unis (après l’attaque de Pearl Harbor) ;
- 1944-1945 : la reconquête alliée, culminant avec la libération de l’Europe, la capitulation de l’Allemagne (mai 1945) et celle du Japon (septembre 1945) après les bombardements atomiques d’Hiroshima et Nagasaki.

Avec environ 70 à 85 millions de morts, la Seconde Guerre mondiale est le conflit le plus meurtrier de toute l’histoire. Elle redessine le monde, elle entraîne la division de l’Allemagne, la création de l’ONU, et le début de la Guerre froide entre les États-Unis et l’URSS.

### Potentielle Troisième Guerre mondiale
Le terme « Troisième Guerre mondiale » est utilisé pour désigner un conflit hypothétique qui rivaliserait par son intensité et ses conséquences, avec les deux guerres mondiales du XXe siècle. Cette dénomination récurrente reflète l'inquiétude suscitée par les tensions géopolitiques majeures ; elle fut utilisée particulièrement au cours de la Guerre froide (1947-1991), lorsque la confrontation entre les blocs occidentaux menés par les États-Unis et le bloc soviétique a fait craindre un affrontement nucléaire. Des crises internationales comme la guerre en Ukraine, les tensions en mer de Chine méridionale, ou les rivalités entre puissances nucléaires, alimentent les spéculations sur un tel conflit.
Une Troisième Guerre mondiale serait, selon des experts, radicalement différente des précédentes. Elle impliquerait des armes nucléaires, chimiques, biologiques ou cybernétiques, et serait dévastatrice pour les belligérants, pour l’environnement, et pour l’ensemble de la population mondiale. Albert Einstein exprimait déjà cette idée d’une destruction totale des civilisations modernes : « Je ne sais pas avec quelles armes se fera la Troisième Guerre mondiale, mais la Quatrième se fera avec des bâtons et des pierres ».
Le concept de « Troisième Guerre mondiale » dépasse l'idée de conflit armé. Des théoriciens suggèrent qu'elle serait déjà en cours, sous des formes hybrides : guerre économique, cyberattaques à grande échelle, désinformation, luttes pour les ressources naturelles exacerbées par la crise climatique. La vigilance internationale et les efforts diplomatiques restent essentiels pour prévenir l’escalade.

## Caractéristiques d'une guerre mondiale

### Mobilisation des ressources et des populations

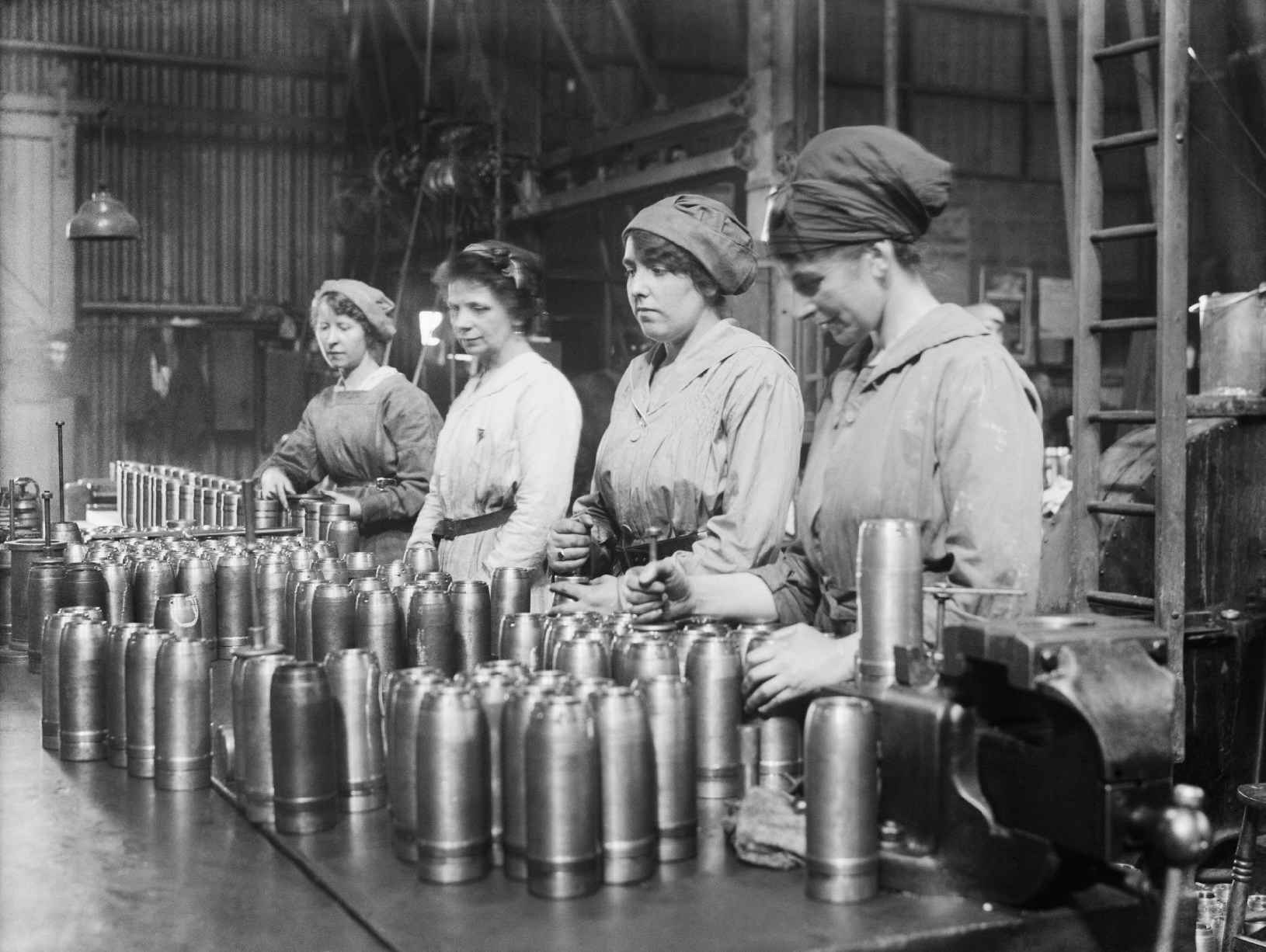
Des femmes britanniques dans une usine d'armement en 1918.

Les deux guerres mondiales ont vu les populations civiles se mobiliser pour soutenir l'effort militaire. En plus de l'armée régulière, des civils ont été incorporés dans des fonctions de production industrielle, de logistique et d'entretien. Dans de nombreux pays, la participation des femmes s'est accrue ; elles ont occupé des emplois réservés aux hommes, dans les usines d'armement ou dans les services auxiliaires militaires. Dans des pays comme le Royaume-Uni et les États-Unis, un changement s'est produit dans les rapports sociaux et le statut de la femme.
En plus de la main-d'œuvre civile, les gouvernements en guerre ont mis en place des mécanismes d'appel aux réservistes et aux soldats, sous forme de conscription. Ce phénomène a été universel pendant la Seconde Guerre mondiale : des systèmes de conscription ont été déployés à l'échelle mondiale pour maintenir les effectifs militaires. L’Allemagne, par exemple, a utilisé des travailleurs forcés provenant des territoires occupés pour combler son déficit en main-d'œuvre.

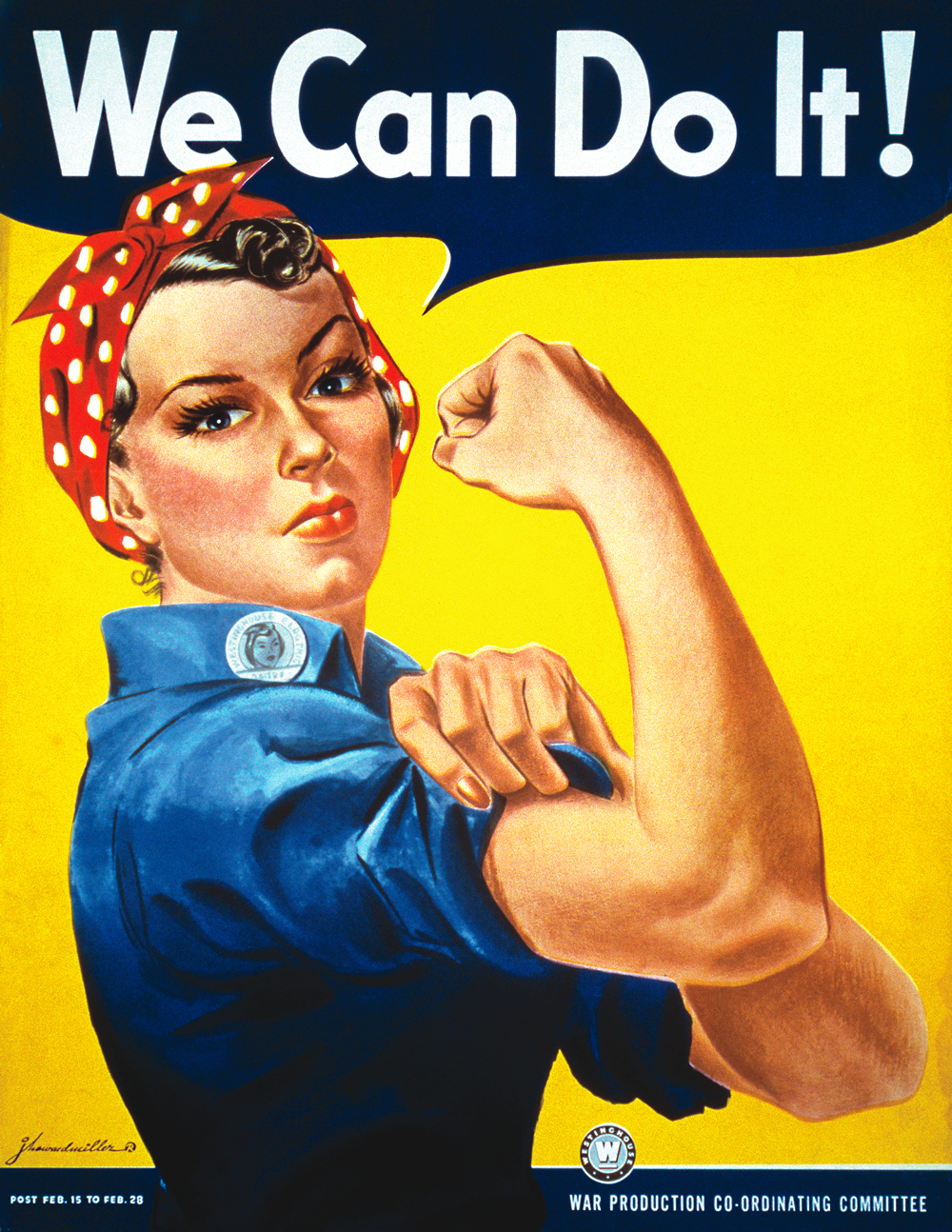
We can do it ! Affiche de propagande américaine durant la Seconde Guerre mondiale.

L'industrie de guerre a été une part essentielle de la mobilisation. En 1914-1918, malgré des technologies de production encore rudimentaires, des efforts de réorganisation industrielle ont accru la production d’armements. Pendant la Seconde Guerre mondiale, l'industrialisation de l'effort de guerre a atteint son apogée. Les États-Unis, en particulier, ont décidé une reconversion massive de leur économie, passant de la production civile à la production militaire grâce au New Deal et au programme Arsenal de la démocratie. Les usines produisaient non seulement des armes, mais aussi des véhicules blindés, des avions, des navires et des équipements de communication.
La guerre a mis à l'épreuve les chaînes d'approvisionnement alimentaires mondiales. Pendant la Première Guerre mondiale, le blocus naval allié a affecté l’Allemagne et ses alliés. Pendant la Seconde, des stratégies de rationnement ont été instaurées dans de nombreux pays afin de soutenir l'effort militaire. En Grande-Bretagne, les restrictions alimentaires ont entraîné une réduction de la consommation de viande, de sucre et de beurre, et un lien resserré avec la consommation de légumes locaux, ce qu’on appelle la dig for victory. Le rationnement est ensuite devenu mondial, s’étendant à des pays comme la France et les États-Unis ; il a duré bien après la fin des hostilités.
Les guerres mondiales ont transformé les sociétés. Elles ont changé la structure des classes sociales, le rôle des femmes, et les dynamiques ethniques et culturelles. Ainsi, la Seconde Guerre mondiale a conduit à une urbanisation accrue et à un développement technologique accéléré. Les populations des colonies ont aussi été mobilisées dans les deux guerres, parfois de manière forcée ou exploitée. Les soldats coloniaux, comme ceux venus des colonies françaises ou britanniques, ont été décisifs dans les combats, même si leur contribution a longtemps été négligée dans les récits officiels.
Les effets de cette mobilisation sur les sociétés d'après-guerre ont été multiples. Les droits des femmes ont évolué, les relations internationales ont été redéfinies. Ce fut fait, en grande partie, à travers des mécanismes d’aide à la reconstruction (comme le Plan Marshall pour l’Europe) et grâce à la naissance de nouvelles structures de gouvernance mondiale telles que l’ONU.

### Technologies et innovations militaires
Les guerres mondiales ont été marquées par une révolution technologique et des innovations militaires majeures. Elles ont modifié la manière de combattre, et on en trouve les conséquences dans les conflits modernes. La Première et la Seconde Guerre mondiale ont, chacune, introduit des technologies nouvelles : elles ont redéfini les champs de bataille, et accéléré le passage de conflits traditionnels à des guerres mécanisées et industrielles.
La Première Guerre mondiale, en particulier, a marqué une rupture avec les conflits du XIXe siècle ; elle a  introduit des armes et des stratégies nouvelles ; elle est souvent qualifiée de « guerre des tranchées », mais son innovation technologique dépasse largement ce cadre.

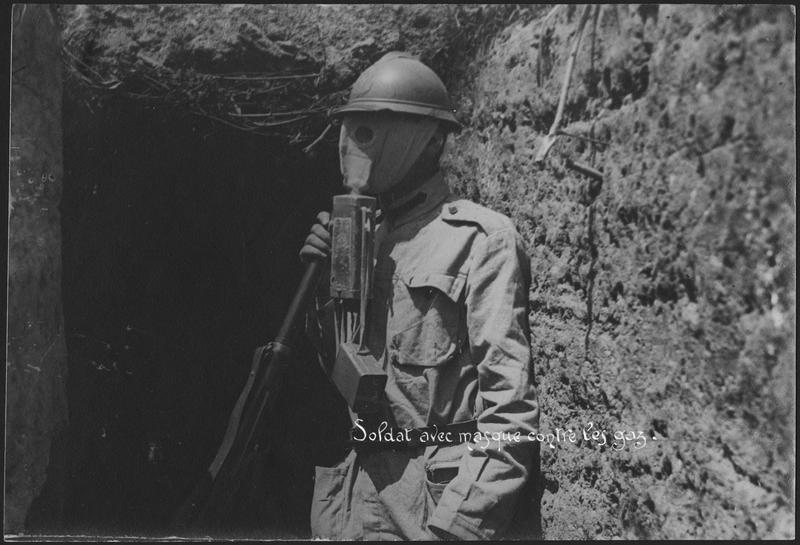
Soldat avec un masque contre les gaz - Médiathèque de l'architecture et du patrimoine

- Les armes chimiques : Les gaz toxiques (chlore, phosgène, gaz moutarde) ont été utilisés pour la première fois à grande échelle, notamment lors de la bataille d’Ypres en 1915. Ces armes, développées par des chimistes tels que Fritz Haber, devaient briser les lignes ennemies et causer panique et  blessures graves. Efficaces initialement, leur impact a été rapidement annihilé par les masques à gaz.
- Les véhicules motorisés et les chars : Les chars d'assaut ont été introduits par les Britanniques lors de la bataille de la Somme en 1916 ; leur but était de franchir les lignes de tranchées et surmonter le terrain difficile. Le modèle Mark I fut le premier char opérationnel, mais il restait limité par sa lenteur et sa fragilité.
- L'aviation militaire : balbutiante au début de la guerre, elle a rapidement évolué. Les avions de reconnaissance ont d’abord été utilisés pour surveiller les positions ennemies, avant les premiers combats aériens et les bombardements stratégiques. Des pilotes célèbres, comme le Baron Rouge ont marqué cette période.
- L'artillerie lourde et la mitrailleuse : L’artillerie, comme la célèbre Grosse Bertha allemande, a dominé les champs de bataille. Les mitrailleuses, telles que la Maxim, ont décuplé les pertes humaines et annihilé l'effet des charges frontales.

La Seconde Guerre mondiale (1939-1945) a vu l'implication considérable des sciences et de l’industrie dans le développement d’armes et d’équipements.

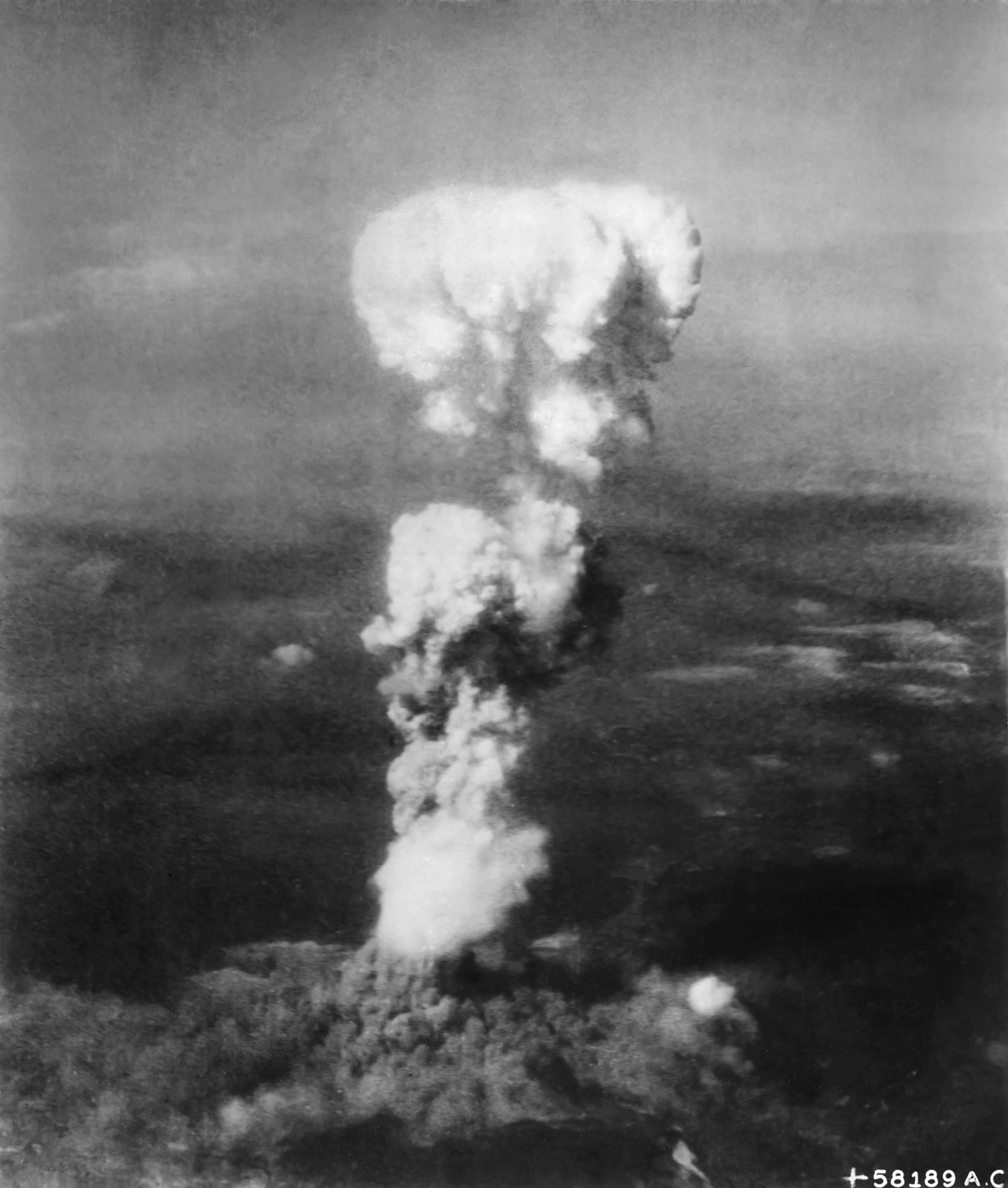
Champignon atomique de la bombe lancée par les États-Unis sur la ville japonaise d'Hiroshima le 6 août 1945.

- Champignon atomique de la bombe lancée par les États-Unis sur la ville japonaise d'Hiroshima le 6 août 1945.Les blindés et la Blitzkrieg : L'usage coordonné des chars d'assaut, de l'artillerie mobile et de l'aviation a permis l'émergence de la Blitzkrieg, une stratégie employée par l'Allemagne nazie pour conquérir rapidement des territoires. Les chars tels que le Panzer IV ou le T-34 soviétique sont devenus emblématiques de cette époque.
- L'aviation et les bombardements stratégiques : Les bombardiers lourds, tels que le B-17 américain, ont permis des campagnes de bombardement stratégique à grande échelle. La bataille d'Angleterre a montré l'importance de la supériorité aérienne. Les avions de chasse, comme le Spitfire britannique, ont joué un rôle clé dans la défense contre la Luftwaffe allemande.
- Les armes navales et sous-marines : La guerre sous-marine, amorcée pendant la Première Guerre mondiale, a pris une importance stratégique grâce aux U-boots allemands. Les porte-avions sont devenus essentiels ; en témoigne la bataille de Midway (1942), où la marine américaine a défait la flotte japonaise.
- L'arme nucléaire : L’innovation la plus marquante de la Seconde Guerre mondiale reste la bombe atomique, fruit du projet Manhattan. Les bombardements d’Hiroshima et Nagasaki, en août 1945, ont marqué une rupture dans l’histoire des conflits armés, révélant pour la première fois le potentiel destructeur de l’énergie nucléaire.
- La cryptographie et l'informatique : Le décryptage des codes ennemis a été déterminant dans le conflit, notamment grâce à la machine britannique Enigma et aux travaux d'Alan Turing à Bletchley Park. Ces avancées sont considérées aujourd'hui comme les prémices de l'informatique moderne.

### Impact global et changement des équilibres de pouvoir
Les deux conflits ont provoqué l'effondrement des grands empires multiethniques qui dominaient le début du XXe siècle. La Première Guerre mondiale a entraîné la dislocation des empires austro-hongrois, ottoman, allemand et russe. Les traités, comme celui de Versailles en 1919, ont redessiné les frontières en Europe et au Moyen-Orient, et créé de nouveaux États-nations plus ou moins instables.
La Seconde Guerre mondiale a accéléré la décolonisation en affaiblissant les puissances coloniales européennes. La France et le Royaume-Uni n'ont pas pu résister à des mouvements indépendantistes. La guerre d'indépendance de l’Inde (1947), suivie de la décolonisation en Afrique et en Asie, en est une conséquence directe.

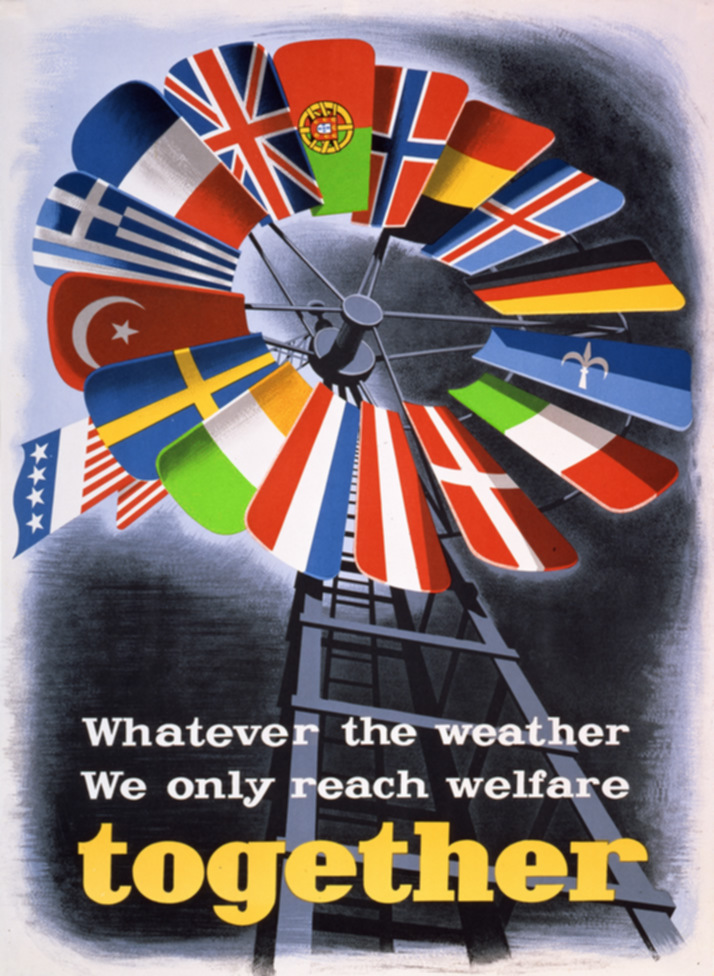
Affiche de propagande des États-Unis pour le plan Marshall

Les guerres mondiales ont marqué le déclin de l'Europe en tant que centre de pouvoir global. Les États-Unis et l'Union soviétique, en revanche, sont devenus les deux superpuissances dominantes à l’issue de la Seconde Guerre mondiale.

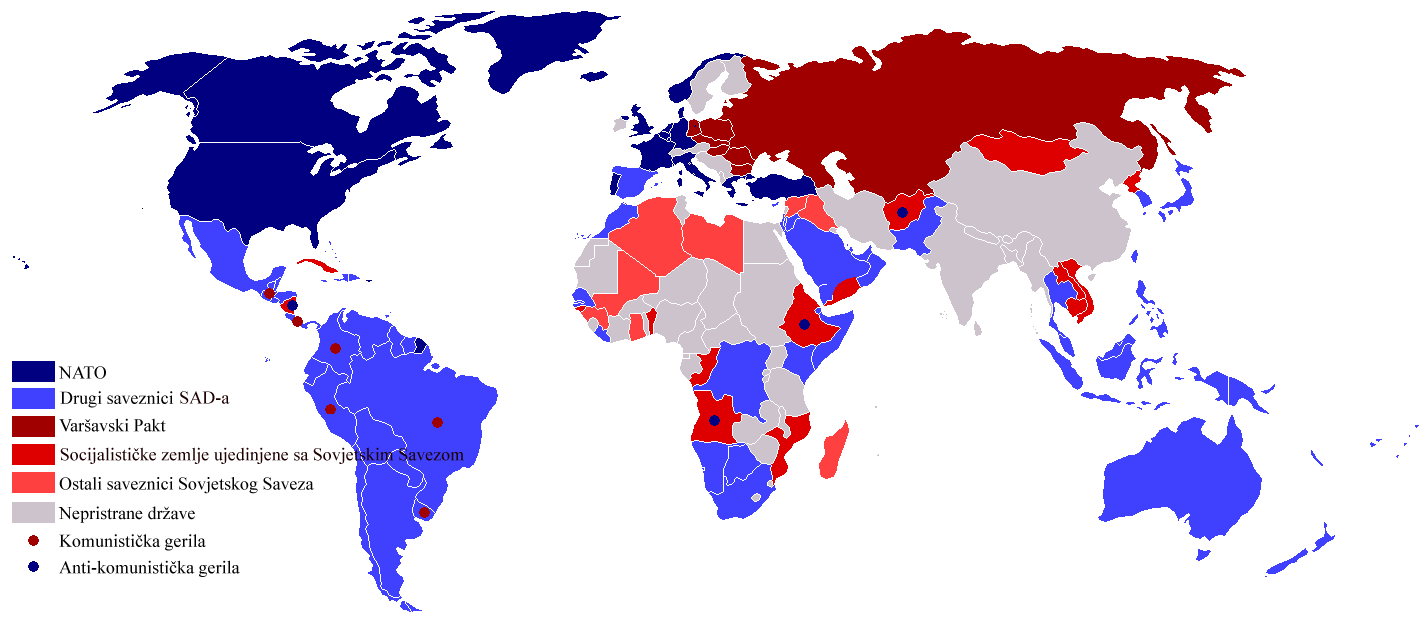
Carte du monde montrant les deux blocs de la guerre froide en 1980

- États-Unis : grâce à leur rôle central dans la victoire des Alliés et à leur puissance économique intacte, les États-Unis ont consolidé leur position de leader mondial. Ils ont assumé un rôle important dans la reconstruction de l’Europe avec le plan Marshall, ainsi que dans la création d’organisations internationales comme l’Organisation des Nations unies, le Fond monétaire international et la Banque mondiale[20].
- Union des Républiques socialistes soviétiques : sortie victorieuse mais dévastée, l’Union soviétique a étendu son influence sur l’Europe de l’Est, installant des régimes communistes dans les pays libérés par l’Armée rouge. Cette expansion a jeté les bases de la Guerre froide, confrontation bipolaire avec les États-Unis ; cette guerre froide a dominé la seconde moitié du XXe siècle[20].

La Première Guerre mondiale avait déjà vu une tentative de créer un cadre de gouvernance internationale : la Société des Nations, fondée en 1920, pour prévenir de nouveaux conflits. Elle va échouer à contenir l’agressivité des régimes fascistes, et sera dissoute en 1946.

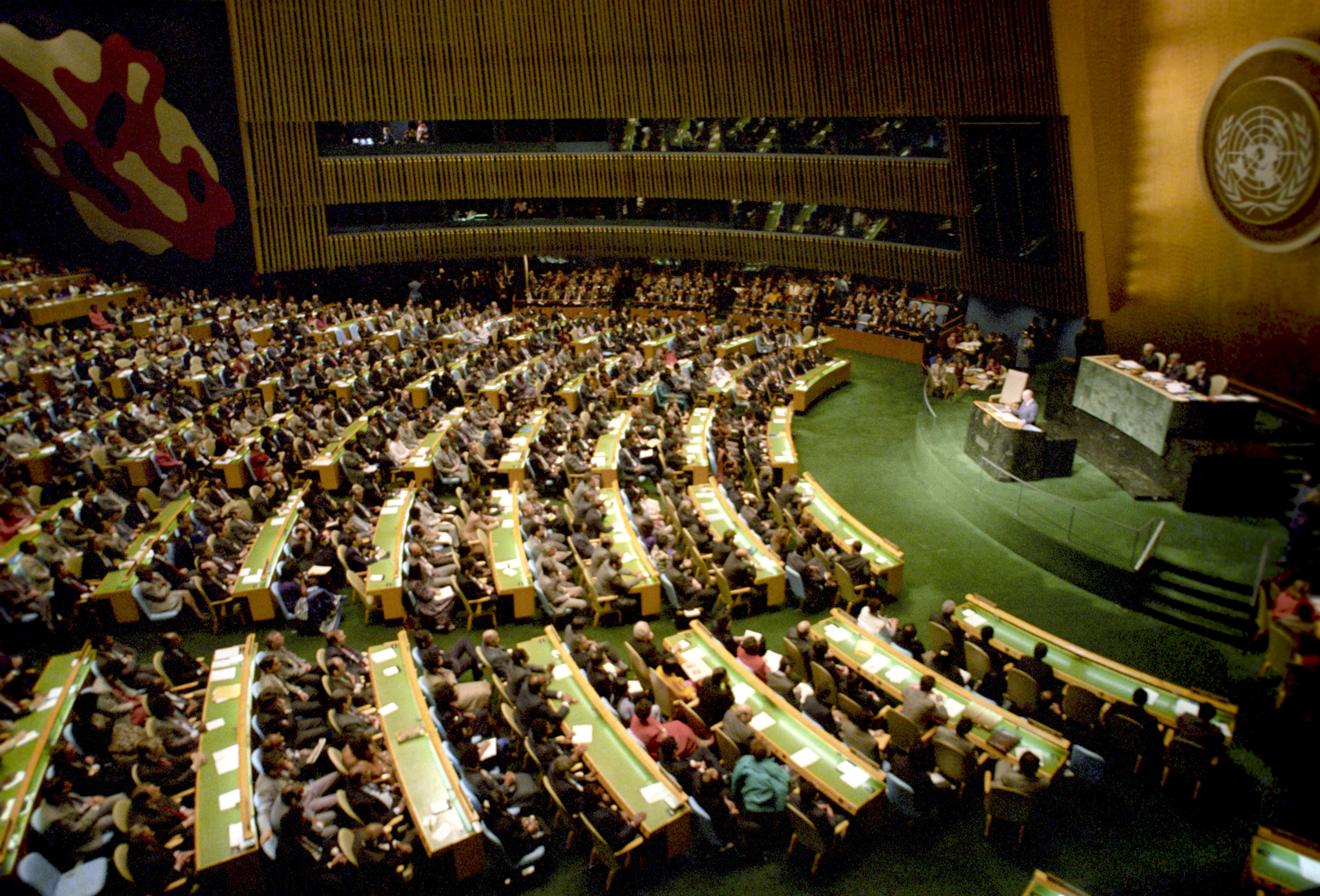
Assemblée générale des Nations Unies à New York

Après la Seconde Guerre mondiale, l’Organisation des Nations unies a pris le relais, avec des objectifs élargis : maintenir la paix, promouvoir le développement économique et défendre les droits de l’homme. De nouvelles institutions, comme l’OTAN (1949) et le Pacte de Varsovie (1955), ont institutionnalisé les alliances militaires dans le contexte de la Guerre froide.
Les guerres mondiales ont bouleversé l’économie mondiale. La Première a plongé l’Europe dans une dette colossale, renforçant le rôle des États-Unis comme principale puissance financière. La Seconde a consolidé le modèle industriel et technologique américain. Certaines avancées dans les domaines militaires, l’énergie nucléaire et l’informatique, ont alimenté la croissance des économies modernes.
Les destructions massives et les efforts de reconstruction ont conduit à des transformations économiques majeures, notamment en Europe. Le plan Marshall (1948-1952) a permis une modernisation rapide de l’Europe de l’Ouest, tandis que l’Union soviétique imposait un modèle économique centralisé dans son bloc.
Les guerres mondiales ont laissé un monde fragmenté mais interdépendant. Elles ont entraîné des divisions profondes, notamment à travers la Guerre froide, et elles ont aussi favorisé la coopération internationale par la mise en place de structures économiques et politiques globales. Les alliances militaires, économiques et idéologiques, qui se sont formées dans l’après-guerre, continuent d’influencer les relations internationales aujourd’hui.

## Effets et héritages des guerres mondiales

### Conséquences politiques
Les guerres mondiales du XXe siècle ont entraîné des bouleversements politiques, redessiné les cartes géopolitiques et modifié les structures de pouvoir à l'échelle mondiale. Ces conséquences se manifestent à travers la chute des empires, la montée des idéologies, la réorganisation des relations internationales et l'émergence de nouvelles puissances.

#### Chute des empires et redécoupages territoriales

Le rideau de fer d'après l'expression de Winston Churchill sur la séparation de l'Europe en deux entre les deux blocs.

La Première Guerre mondiale a marqué la fin des grands empires européens, tels que l'Empire allemand, l'Empire austro-hongrois, l'Empire ottoman et l'Empire russe. Ces effondrements ont conduit à la création de nouveaux États-nations, notamment en Europe centrale et orientale (Pologne, Tchécoslovaquie, Yougoslavie). Cependant, les frontières tracées par les traités de paix, en particulier le Traité de Versailles, ont souvent engendré des tensions nationalistes et des revendications territoriales : elles deviendront l'un des facteurs déclencheurs de la Seconde Guerre mondiale.
À l'issue de la Seconde Guerre mondiale, l'Europe a été divisée en deux sphères d'influence : l'Ouest, sous l'égide des États-Unis, et l'Est, contrôlé par l'Union soviétique. La décolonisation s'est accélérée dans les anciennes puissances coloniales européennes affaiblies économiquement et militairement. De nombreux États nouveaux sont nés en Afrique, en Asie et au Moyen-Orient, ces transitions ayant souvent été marquées par des conflits.

#### Montée des idéologies et polarisation
Les guerres mondiales ont favorisé l’essor de nouvelles idéologies politiques. La Première Guerre mondiale a vu la montée en puissance du communisme, avec la Révolution russe de 1917, et du fascisme en Italie. Ces idéologies ont eu une grande influence dans la Seconde Guerre mondiale, notamment avec l’ascension du nazisme en Allemagne.
Après 1945, la Guerre froide a installé une confrontation idéologique entre les démocraties libérales, représentées par les États-Unis, et les régimes communistes, dominés par l’Union soviétique. Cette polarisation a structuré la politique internationale pendant près de cinq décennies, jusqu'à la chute du bloc soviétique en 1991.

#### Réorganisation des relations internationales
La fin des guerres mondiales a permis la création de nouvelles institutions internationales visant à prévenir les conflits futurs. Après la Première Guerre mondiale, la Société des Nations a été fondée en 1920, mais son incapacité à empêcher la montée des tensions a conduit à sa dissolution après la Seconde Guerre mondiale. En 1945, l’Organisation des Nations unies a pris le relais, avec des objectifs similaires, mais des moyens renforcés pour maintenir la paix mondiale.
Le système international a également été marqué par des accords économiques et militaires, tels que le Plan Marshall, destiné à reconstruire l’Europe, et la création de blocs militaires comme l’OTAN et le Pacte de Varsovie. Ces initiatives ont reflété une volonté de coopérer à l’échelle mondiale tout en consolidant les alliances géopolitiques.

#### Émergence de nouvelles puissances

Pays membre du mouvement des non-alignés en 2023.

Les guerres mondiales ont déplacé le centre de gravité du pouvoir mondial. Après la Seconde Guerre mondiale, les États-Unis et l’Union soviétique sont devenus les deux superpuissances dominantes, marquant la fin de l’hégémonie européenne qui prévalait depuis le XIXe siècle.
La Chine, après sa guerre civile, a entamé son ascension en tant que puissance majeure. Et des pays nouvellement indépendants ont revendiqué un rôle dans les affaires internationales, notamment par le biais du Mouvement des non-alignés.

### Conséquences économiques et sociales
Les deux guerres mondiales ont provoqué des transformations profondes dans les économies et les sociétés des nations impliquées, laissant des impacts durables sur les structures économiques, les relations de travail, et les conditions de vie des populations civiles. Ces conflits ont notamment accéléré les mutations industrielles, aggravé les inégalités tout en favorisant certaines avancées sociales, et engendré des bouleversements démographiques significatifs.

#### Dévastation économique et reconstruction
Les guerres mondiales ont détruit massivement des infrastructures économiques, particulièrement en Europe : des villes entières ont été détruites par les bombardements. La Première Guerre mondiale a laissé les principales puissances européennes endettées, avec à leur charge une reconstruction lente et coûteuse. La crise de 1929, amplifiée par les déséquilibres issus de la guerre, a aggravé la pauvreté et le chômage.
La Seconde Guerre mondiale a eu des effets encore plus dévastateurs : des infrastructures industrielles et agricoles ont été anéanties ; l'Europe, déjà affaiblie, s’est retrouvée dépendante de l’aide américaine à travers le Plan Marshall. Ce plan a marqué un tournant vers une économie mondialisée dominée par les États-Unis.

#### Industrialisation et mutations technologiques
En même temps, les guerres mondiales ont stimulé les capacités industrielles, car les nations belligérantes ont mobilisé leurs industries pour produire des armes, des véhicules et des fournitures militaires en masse. Ces efforts de guerre ont conduit à des innovations technologiques ; elles ont ensuite été adaptées à des usages civils, comme le développement de l'aviation commerciale ou des technologies de communication (radars, télécommunications).
Les guerres ont renforcé l'intervention des États dans les économies nationales ; elles ont donné naissance à des modèles de planification économique. Cette tendance a persisté après la Seconde Guerre mondiale, notamment avec la mise en place des États-providence en Europe, conçus pour garantir une meilleure sécurité sociale à des populations traumatisées par la guerre.

#### Changement des rôles sociaux et intégration des femmes

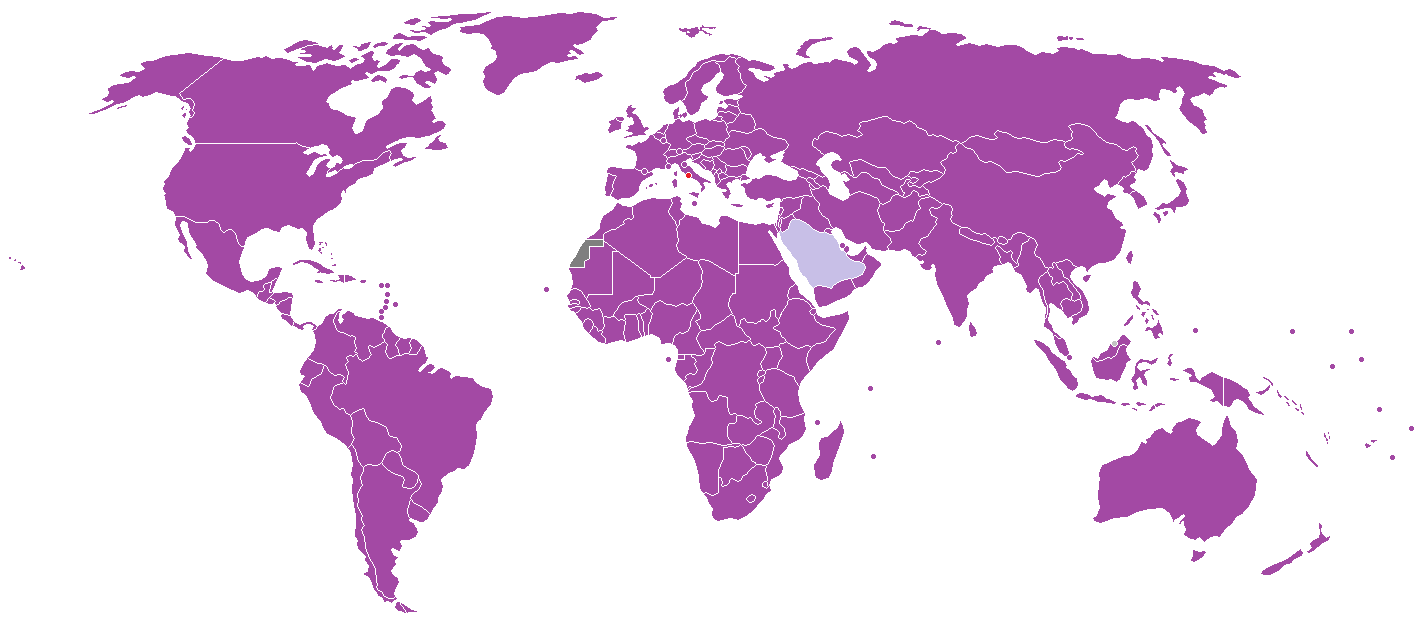
Pays ayant accordés le droit de vote des femmes

Les guerres mondiales ont bouleversé les rôles traditionnels au sein des sociétés, notamment la place des femmes. Durant les deux conflits, les hommes mobilisés ont été remplacés par des femmes dans les usines, les transports et même les administrations. Ce phénomène a contribué à la reconnaissance progressive de leurs droits, bien que cette dynamique ait été partiellement inversée après les conflits, lorsque les hommes sont revenus sur le marché du travail.
La Première Guerre mondiale a marqué une étape importante dans l'émancipation féminine : l'obtention du droit de vote pour les femmes dans plusieurs pays, comme le Royaume-Uni (1918) et les États-Unis (1920). La Seconde Guerre mondiale, avec des phénomènes similaires, a accéléré les mouvements en faveur de l'égalité des genres. Il faudra parfois attendre plusieurs décennies pour que ces revendications se traduisent par des réformes significatives.

#### Impacts démographiques et sociaux
Les guerres mondiales ont entraîné des millions de morts et de blessés. À titre d'exemple, la Première Guerre mondiale a causé la mort de près de 10 millions de soldats, la Seconde a fait plus de 60 millions de victimes, dont une majorité de civils, en raison des bombardements massifs, des famines et des persécutions génocidaires, comme l’Holocauste.
Les bouleversements démographiques se sont aussi traduits par des migrations forcées : après la Seconde Guerre mondiale, des millions de personnes ont été déplacées ; en Europe centrale et orientale, les nouvelles frontières ont entraîné des expulsions de populations. Ces phénomènes ont contribué à une profonde instabilité sociale et à une recomposition des territoires.

#### Changements dans les mentalités et les solidarités sociales
Les guerres mondiales ont également transformé les mentalités et les structures sociales. Les sacrifices consentis par les populations ont renforcé les revendications pour davantage de justice sociale et de droits. Par exemple, la mise en place d'un système de sécurité sociale généralisé après 1945, en particulier en Europe, est directement liée aux aspirations à une meilleure protection des citoyens face aux aléas de la vie.
Ces conflits ont aussi exacerbé les nationalismes et les tensions raciales. Dans les colonies , les populations autochtones mobilisées pour les guerres ont revendiqué plus fortement leur indépendance et leurs droits politiques.

### Conséquences culturelles et idéologiques
Les guerres mondiales ont transformé les cultures et les idéologies des sociétés touchées. Elles ont laissé des marques durables dans l’art, la littérature, les idées politiques et les mentalités. Ces conflits ont provoqué des bouleversements sociaux sans précédent, façonné des mouvements intellectuels et artistiques, influencé les conceptions des droits humains et des relations internationales.

#### Changement des mentalités et remise en question des valeurs
La Première Guerre mondiale a marqué la fin d’une ère d’optimisme dans les sociétés occidentales. Les horreurs des tranchées et l’ampleur des pertes humaines ont conduit à un rejet du militarisme traditionnel et de l’idée de progrès linéaire. Ce scepticisme a donné naissance à des courants philosophiques tels que l’existentialisme, popularisé par des penseurs comme Jean-Paul Sartre ou Albert Camus, et à une remise en question générale des institutions politiques et religieuses.
Après la Seconde Guerre mondiale, les atrocités du conflit, notamment l’Holocauste, ont remis en question les notions de civilisation et de barbarie et ont fait émerger des concepts nouveaux :  les droits de l’homme seront concrétisés par la Déclaration universelle des droits de l'homme adoptée en 1948.

#### Transformations dans l’art et la littérature
Les deux guerres ont influencé les productions artistiques et littéraires. La Première a inspiré des œuvres marquées par le désenchantement et le pacifisme : les écrits des poètes-soldats britanniques (Wilfred Owen, Siegfried Sassoon) ou le roman À l’Ouest, rien de nouveau d’Erich Maria Remarque. Des mouvements comme le dadaïsme et le surréalisme sont nés de la désillusion qui a suivi la guerre, et ont rejeté les formes d’art traditionnelles pour de nouvelles manières d’explorer et d'exprimer le chaos et l’absurdité du monde.
La Seconde Guerre mondiale, quant à elle, a donné lieu à des œuvres explorant la résistance, la collaboration et la condition humaine dans des contextes de guerre totale. Des romans, La Peste d'Albert Camus ou Le Silence de la mer de Vercors, en témoignent. Dans les arts visuels, le cubisme et l’abstraction ont continué à évoluer ; l’expressionnisme abstrait, avec Jackson Pollock, a émergé dans l’après-guerre comme une réaction aux traumatismes du conflit.

#### Évolution des idéologies politiques

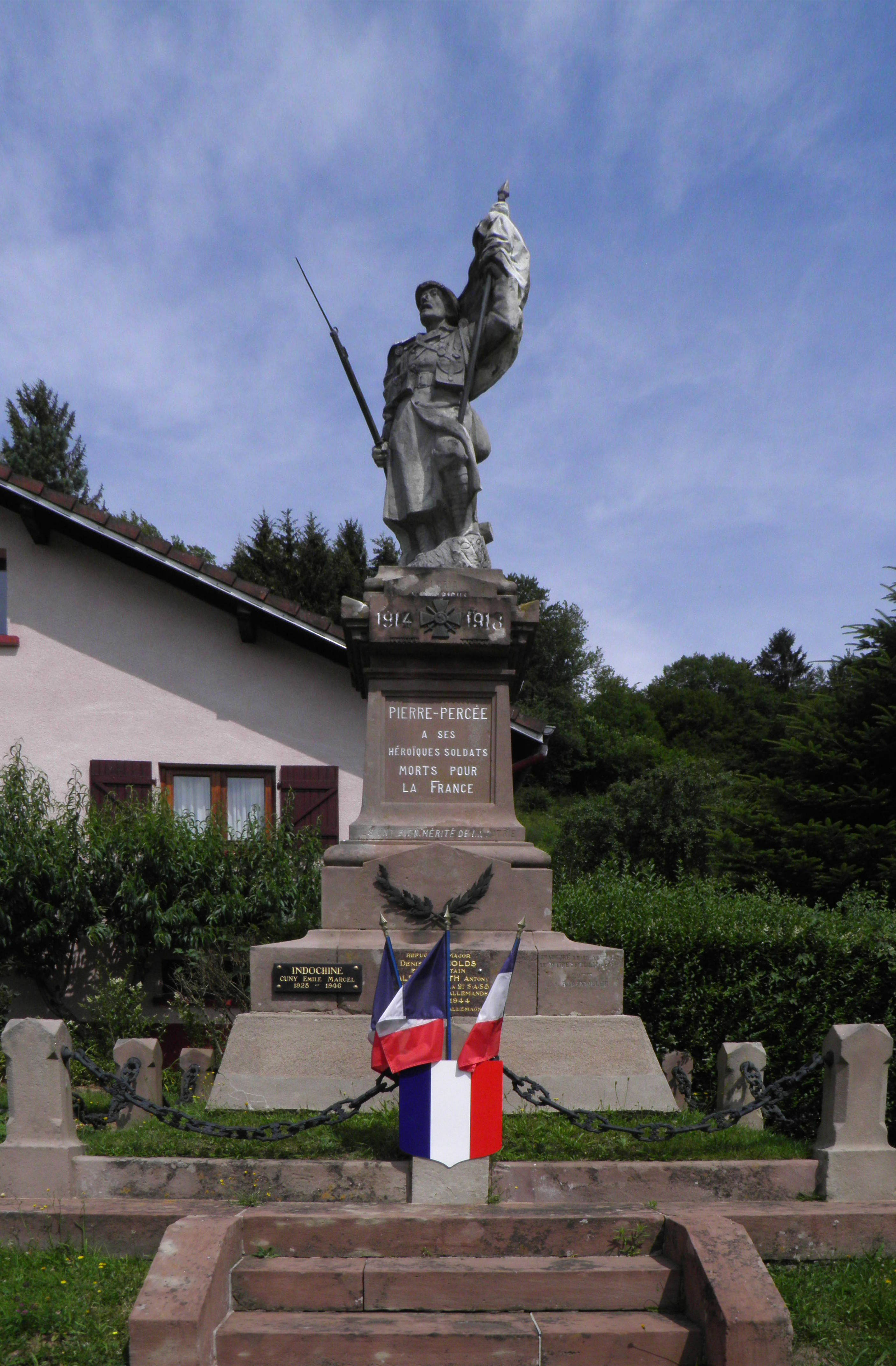
Monument aux morts des Première et Seconde Guerres mondiales et de la guerre d'Indochine de Pierre-Percée, en Meurthe-et-Moselle, en France.

Les guerres mondiales ont radicalement transformé les idéologies dominantes.
La Première Guerre mondiale a marqué la chute des monarchies européennes : celles des Habsbourg, des Romanov et des Hohenzollern; elle a vu la montée en puissance du communisme avec la révolution bolchevique en Russie en 1917. Elle a favorisé la propagation des idées fascistes et nationalistes dans les décennies suivantes, entraînant la montée au pouvoir de dictatures comme celles de Mussolini et d'Hitler.
La Seconde Guerre mondiale a affaibli le fascisme et le nazisme, au profit d’un affrontement entre le bloc capitaliste dominé par les États-Unis et le bloc communiste dirigé par l’Union soviétique ; c'est le début de la guerre froide. Les idéaux démocratiques et anticolonialistes gagnent en importance, et alimentent les luttes pour l’indépendance dans les colonies d’Asie, d’Afrique et du Moyen-Orient.

#### Nouveaux imaginaires collectifs
Les deux guerres mondiales ont alimenté l’imaginaire collectif en popularisant des figures héroïques ou tragiques : les soldats inconnus, les résistants ou les victimes de la Shoah. Ces figures ont souvent été commémorées par des monuments, des films et des récits historiques.
Les conflits ont favorisé l’émergence de nouveaux mythes : celui, par exemple, du progrès technologique au service de la guerre ;  ainsi le développement des avions ou des armes nucléaires. Ils ont introduit en même temps une réflexion critique sur les limites de la modernité.

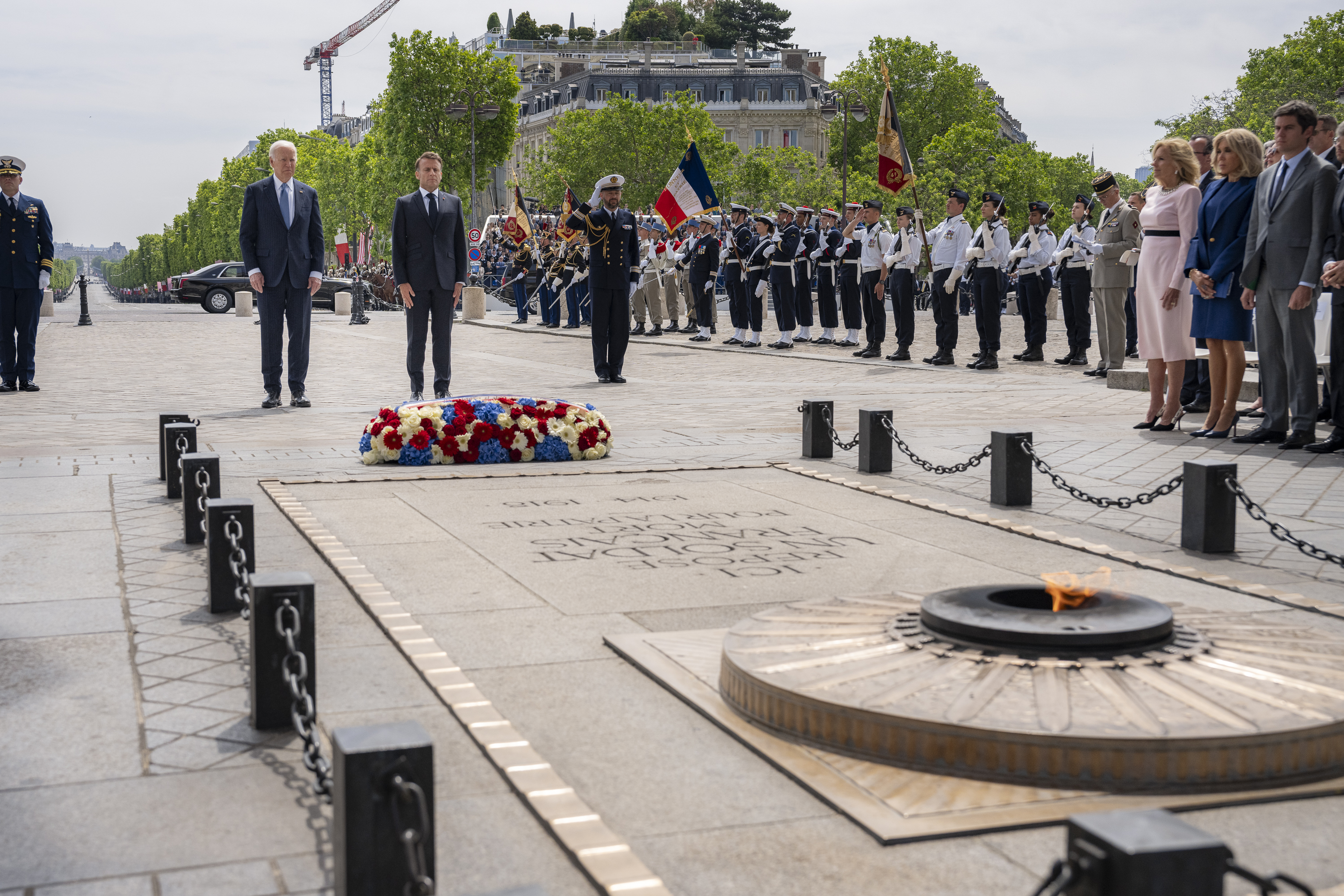
Tombe du soldat inconnu de l'Arc de Triomphe de Paris. Cérémonie mémorielle avec Joe Biden, président des États-Unis et Emmanuel Macron, président de la République française, le 8 juin 2024.

#### Montée de la culture de la mémoire
Les guerres mondiales ont donné naissance à une culture de la mémoire ; le devoir de souvenir s'impose pour éviter la répétition des conflits. Des journées commémoratives (11 novembre, 8 mai) ont été instituées dans de nombreux pays, accompagnées de cérémonies et de monuments dédiés aux victimes.
Après la Seconde Guerre mondiale, les récits sur l’Holocauste ont joué un rôle central dans la transmission des mémoires, avec des œuvres majeures comme Si c'est un homme de Primo Levi ou Nuit d’Elie Wiesel. Ces récits veulent sensibiliser les générations futures à la nécessité de combattre l’antisémitisme, le racisme et la xénophobie.

## Autres conflits mondiaux
| Événement                                             | Nombre de victimes (estimation basse) | Nombre de victimes (estimation haute) | Lieux | Début du conflit | Fin du conflit | Durée (année) |
| ----------------------------------------------------- | ------------------------------------- | ------------------------------------- | --- | ---------------- | -------------- | ------------- |
| Guerre de la Ligue d'Augsbourg ,                      | 680 000                               |                                       | Europe, Amérique du Nord, Amérique du Sud, Asie                                                                                               | 1688             | 1697           | 9             |
| Guerre de Succession d'Espagne,                       | 700 000                               | 1 251 000                             | Europe, Amérique du Nord, Amérique du Sud, Afrique                                                                                            | 1701             | 1714           | 13            |
| Guerre de Succession d'Autriche,                      | 359 000                               |                                       | Europe, Amérique du Nord, Amérique du Sud, Asie                                                                                               | 1740             | 1748           | 8             |
| Guerre de Sept Ans,                                   | 992 000                               | 1 500 000                             | Europe, Amérique du Nord, Amérique du Sud, Afrique, Asie                                                                                      | 1756             | 1763           | 9             |
| Guerre d'indépendance des États-Unis[réf. nécessaire] | 217 000                               | 262 000                               | Amérique du Nord, Gibraltar, Baléares, Asie, Afrique, Caraïbes, Océan Atlantique, Océan Indien                                                | 1775             | 1783           | 8             |
| Guerres de la Révolution française                    | 663 000                               |                                       | Europe, Egypt, Moyen-Orient, Océan Atlantique, Caraïbes, Océan Indien                                                                         | 1792             | 1802           | 9             |
| Guerres napoléoniennes,                               | 1 800 000                             | 7 000 000                             | Europe, Océan Atlantique, Mer Méditerranée, Mer du Nord, Río de la Plata, Guyane française, Caraïbes, Océan Indien, Amérique du Nord, Caucase | 1803             | 1815           | 13            |
| Première Guerre mondiale                              | 15 000 000                            | 65 000 000                            | Monde entier | 1914             | 1918           | 4             |
| Seconde Guerre mondiale                               | 40 000 000                            | 85 000 000                            | Monde entier | 1939             | 1945           | 6             |
| Guerre Froide                                         |                                       |                                       | Monde entier | 1947             | 1991           | 47            |
| Guerre contre le terrorisme                           | 4 500 000                             | 4 600 000                             | Monde entier | 2001             | 2021           | 20            |